# رابرت ویلسون (سناتور)
رابرت ویلسون (به انگلیسی: Robert Wilson) سناتور سابق عضو حزب اتحاد ملی بود. وی در سال ۱۸۶۲ تا ۱۸۶۳ میلادی سناتور ایالت میزوری در سنای ایالات متحده آمریکا بود.